# Dorfkirche Vehlefanz

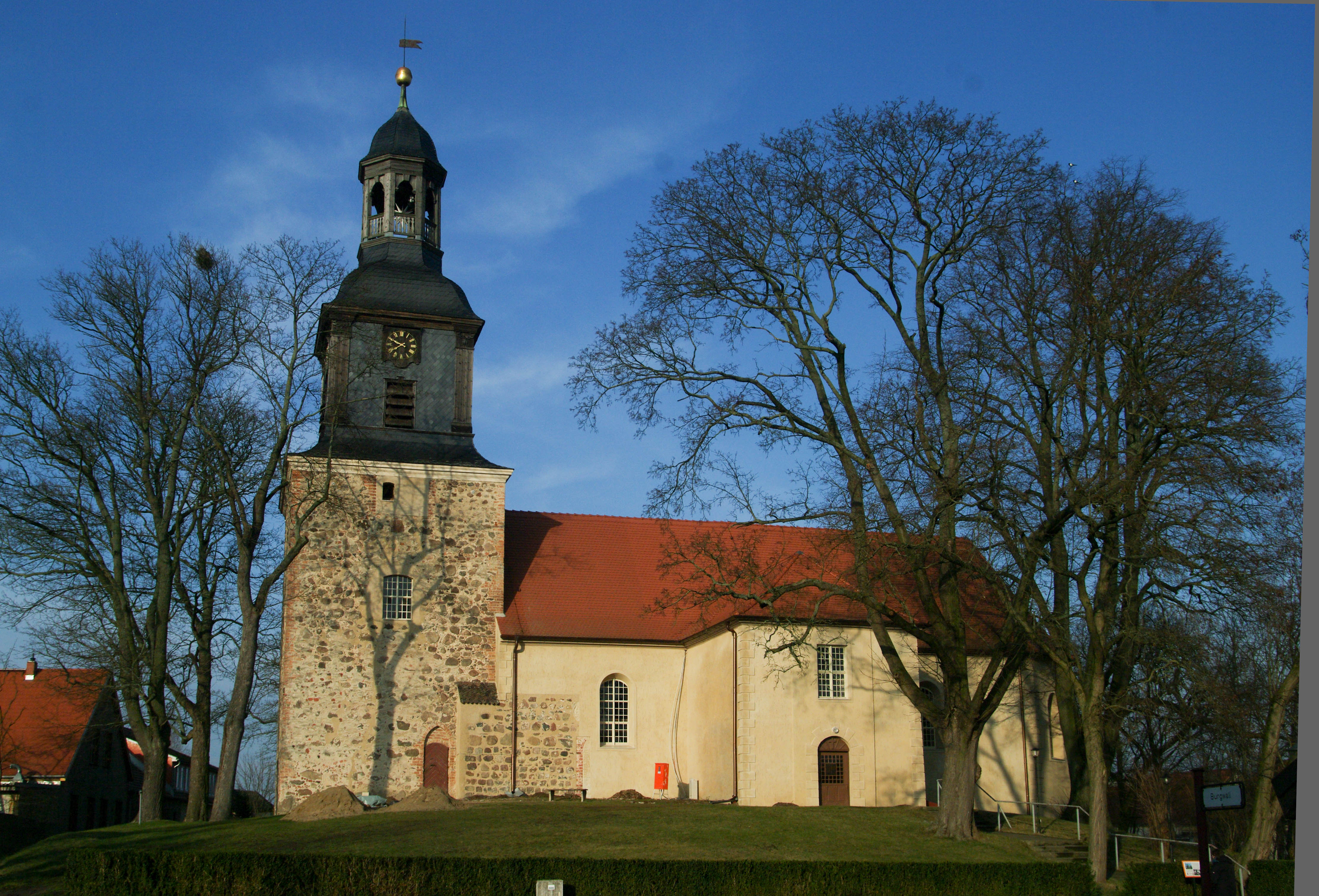
Dorfkirche Vehlefanz

Die evangelische Dorfkirche Vehlefanz ist eine denkmalgeschützte Kirche in dem brandenburgischen Ort Vehlefanz. Den Kern der Kirche bildet ein spätmittelalterlicher Feldsteinbau aus dem 15. Jahrhundert, wobei auch älteres Mauerwerk einer in das 12./13. Jahrhundert zu datierenden Vorgängerkirche einbezogen sein könnte. Im 18. Jahrhundert erfolgte eine barocke Umgestaltung.

## Geschichte
Im Zuge der Christianisierung des Gebiets ist im ausgehenden 12. Jahrhundert mit einem Kirchenbau in Vehlefanz zu rechnen. Die erste urkundliche Erwähnung stammt allerdings erst aus einer Urkunde des Klosters Spandau aus dem Jahr 1420. In dieser Zeit entstand der den Kern der heutigen Kirche bildende gestreckte Feldsteinbau mit quadratischem Westturm. Das Kantenmauerwerk und die Einfassung der Öffnungen bestehen aus Backsteinen. Zu Beginn des 18. Jahrhunderts erhielt die Kirche einen dreiseitigen Chorschluss und durch seitliche Anbauten am Schiff ihren kreuzförmigen Grundriss. Die Fensteröffnungen wurden vergrößert und das gesamte Gebäude erstmals verputzt. Die Turmhaube stammt aus dem Jahr 1738, als die alte Haube komplett abgebrochen wurde. Die erste große Sanierung seit 1750 findet seit dem Jahr 2009 statt, die bis 2017 dauern soll. Im Jahr 2015 wurde der Innenraum saniert, weswegen die Kirche nicht betreten werden konnte. Am 23. September 2017 wurde die Kirche mit einem Kirchweihfest und Gottesdienst wieder eröffnet.

## Architektur
Der Bau ist kreuzförmig, aus Feldsteinen gefertigt und größtenteils verputzt. Den westlichen Abschluss bildet der mächtige Turm. Während dieser in seinem unteren, aus Feldsteinen errichteten Teil spätgotisch ist und einige Renaissanceelemente aufweist, ist die Turmhaube mit verschieferten Teilen und offener Laterne barock. Der Chor an der Ostseite ist polygonal geschlossen.
Das weiträumige Innere der Kirche besitzt eine Decke mit Voute. Im Grundriss L-förmige Emporeneinbauten befinden sich im Westteil des Schiffes und im zu diesem geöffneten nördlichen Anbau. Der südliche Anbau dient als Vorhalle und ist zum Schiff geschlossen. Die Turmhalle besitzt ein Tonnengewölbe.

## Ausstattung
In der Kirche befindet sich ein Altaraufsatz im Renaissancestil von 1585. Dieser wurde von der Familie von Bredow gespendet. Die Figuren innerhalb des Kompositaltars sind größtenteils älter als der Altar selbst. Das Zentralbild stellt eine Kreuzigungsszene mit Maria und Johannes dar. Das Kruzifix stammt vermutlich aus dem 12./13. Jahrhundert. Die gebauchte Kanzel stammt ebenso wie das Kastengestühl aus dem 18. Jahrhundert. Ein großes Triumphkreuz mit Reliefs an den vier kreisförmigen Kreuzenden wird in das 14. Jahrhundert datiert.
Ein qualitätvolles Epitaph des Dietrich von Bredow und seiner Ehefrau von 1589 folgt in seiner Gestaltung dem Stil des Altars. Ein Gemälde der Auferstehung mit Darstellung der knienden Stifter wird von Doppelsäulen, einem Wappenfries und Beschlagwerk gerahmt. Aus dem Ende des 17. Jahrhunderts stammt der Totenschild des Marcus von der Lüttke, während der Grabstein des Alexander von Bredow im Chor im zweiten Viertel des 17. Jahrhunderts entstand. Er zeigt den gerüsteten Verstorbenen als ganzfiguriges Hochrelief.
In der Vorhalle werden vier Grabsteine der Familie Gans Edle zu Putlitz aufbewahrt, die die Verstorbenen in ganzfigurigen Reliefs mit Wappen zeigen.
Die Orgel von Gottlieb Scholtze, einem Schüler von Joachim Wagner, kam im Rahmen der Barockumbauten in die Kirche. Sie wurde 1756 erbaut, hat elf Register auf einem Manual und Pedal und wurde 1985 und in der Folgezeit überholt.